# 賀陽宮
賀陽宮是明治中期久邇宮朝彦親王的第二皇子邦憲王繼承父宮之舊宮號而新創設的宮家。「賀陽宮」的宮號由來，是取自朝彦親王宮邸的榧（かや）之老木。
第二次世界大戰後，日本投降，由盟軍軍事佔領，1947年因駐日盟軍總司令部（GHQ）指示，伏見宮、閑院宮、山階宮、北白川宮、梨本宮、久邇宮、賀陽宮、東伏見宮、朝香宮、東久邇宮、竹田宮等11個宮家之宗室子弟皆被臣籍降下，賜姓罷為庶人。（日本皇室成員沒有姓氏）

## 系譜
- 初代・賀陽宮邦憲王
- 2代・賀陽宮恒憲王

## 其他
賀陽宮家宮邸所在的場所是現在的千鳥淵戰没者墓苑（東京都千代田區三番町）。

## 外部連結
- 賀陽宮家御家族の写真アルバム （页面存档备份，存于）